# Оковитов, Андрей Иванович
Андрей Иванович Оковитов (1916 — сентябрь 1971) — советский государственный и политический деятель, председатель исполнительного комитета Совета народных депутатов Еврейской автономной области.

## Биография
Родился в 1916 году в Меловатском районе Воронежской губернии.
Участник Великой Отечественной войны, служил в 580-м стрелковом полку 188-й стрелковой дивизии 34-й армии, майор.
Член ВКП(б). С 1959 года — на общественной и политической работе. В 1959—1971 гг. — заместитель председателя исполнительного комитета Совета народных депутатов Хабаровского края, 1-й заместитель председателя и председатель исполнительного комитета Совета народных депутатов Еврейской автономной области.
Избирался депутатом Верховного Совета РСФСР 7-го и 8-го созывов.
Умер в сентябре 1971 года.